# Xã Leola, Quận Codington, Nam Dakota
Xã Leola (tiếng Anh: Leola Township) là một xã thuộc quận Codington, tiểu bang Nam Dakota, Hoa Kỳ. Năm 2010, dân số của xã này là 74 người.